# Plagithmysus elegans
Plagithmysus elegans är en skalbaggsart som beskrevs av Sharp 1910. Plagithmysus elegans ingår i släktet Plagithmysus och familjen långhorningar. Inga underarter finns listade i Catalogue of Life.